# Curva di Lévy

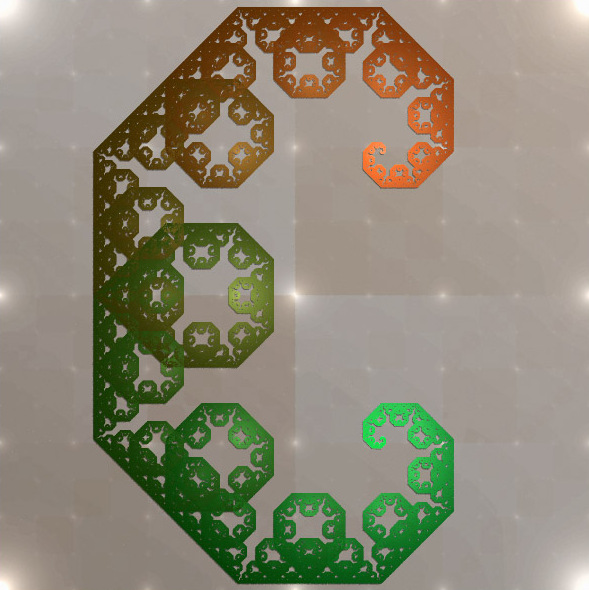
Curva del drago di Lévy

La curva di Lévy (o curva del drago di Lévy) è un frattale autosimile che si può ottenere 
iniziando con un segmento e costruendo il triangolo rettangolo isoscele che ha questo segmento per ipotenusa. La linea originale viene quindi sostituita dagli altri due lati di questo triangolo, le due nuove linee formano ciascuna la base per un altro triangolo isoscele ad angolo retto e vengono sostituite dagli altri due lati del rispettivo triangolo. Si ripete il processo all'infinito. Se invece di mantenerlo costante si alterna l'orientamento dei triangoli isosceli si ottiene la curva del drago di Heighway.
Per la sua somiglianza con una versione molto ornata della lettera "C" questo frattale prende anche il nome di curva a C di Lévy. 

## Storia
Questo frattale è stato descritto per la prima volta e le cui proprietà di differenziabilità sono state analizzate da Ernesto Cesaro nel 1906 e Georg Faber nel 1910, ma ora porta il nome del matematico francese Paul Lévy, che è stato il primo a descrivere le sue proprietà di auto-similarità, oltre a fornire una costruzione geometrica che la mostra come una curva rappresentativa della stessa classe della curva di Koch..

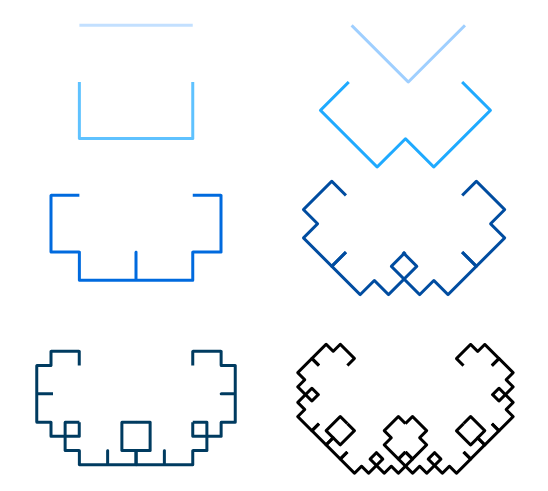
Passi per la costruzione

## Costruzione
Come detto la costruzione della curva inizia con una linea retta. Un triangolo isoscele con angoli di 45°, 90° e 45° viene costruito usando la linea originale come ipotenusa. La linea originale viene quindi sostituita dai cateti) di questo triangolo.
Al secondo passo, le due nuove linee formano ciascuna la base per un altro triangolo isoscele retto e vengono sostituite dagli altri due lati del rispettivo triangolo. Quindi, dopo due fasi, la curva assume l'aspetto di tre lati di un rettangolo con la stessa lunghezza della linea originale, e l'altezza della metà di questa.
Ad ogni fase successiva, ogni segmento di linea retta nella curva viene sostituito dagli altri due lati di un triangolo isoscele rettangolo costruito su di esso. Al passaggio n la curva consiste di 2n Segmenti, ognuno dei quali è più piccolo della linea originale di un fattore di 2n/2.

### Costruzione con sistema-L
Usando un sistema di Lindenmayer può essere descritto così:

| 'Variabili' : | F         |
| 'Costanti' :  | +−        |
| 'Start' :     | F         |
| 'Regole' :    | F → +F−F+ |

dove " F " significa "traccia linea in avanti", "+" significa "gira in senso orario di 45°" e "−" significa "girare in senso antiorario di 45°".
La curva frattale di Lévy è il limite di questo processo "infinito".

### Costruzione IFS[2]
Se si utilizza un sistema di funzioni iterate (IFS), allora la costruzione della curva è un po’ più semplice. Si definisce un insieme di due "regole". Supponiamo che il triangolo rettangolo isoscele inizialmente costruito {\displaystyle L_{0}} sia posizionato con l'ipotenusa sull'asse delle ascisse ad occupare l'intervallo unitario, il vertice rettangolo occupa il punto di coordinate (1/2, 1/2). Allora ogni cateto ha lunghezza {\displaystyle {\frac {1}{\sqrt {2}}}}. Dobbiamo quindi ridimensionare il triangolo {\displaystyle L_{0}} in scala {\displaystyle r={\frac {1}{\sqrt {2}}}} per ottenere I triangoli necessari allo stadio {\displaystyle L_{1}}.
Un triangolo deve quindi essere ruotato di 45°, mentre l'altro triangolo deve essere ruotato di -45° (cioè in senso orario) e traslato di 1/2 in entrambi gli assi {\displaystyle x} e {\displaystyle y}. Questo produce il seguente IFS:
{\displaystyle f_{1}(x)={\begin{bmatrix}0,5&\ -0,5\\0,5\ &0,5\end{bmatrix}}x}
ridimensiona secondo {\displaystyle r}, ruota di 45°;
{\displaystyle f_{1}(x)={\begin{bmatrix}0,5&\ 0,5\\-0,5\ &0,5\end{bmatrix}}x+{\begin{bmatrix}0,5\\0,5\end{bmatrix}}}
ridimensiona secondo {\displaystyle r}, ruota di -45°;

Dove {\displaystyle r={\frac {1}{\sqrt {2}}}} è il fattore di scala.

L'attrattore di questo IFS sarà il frattale di Lévy, questo frattale consiste di due pezzi auto-simili che corrispondono alle due funzioni nel sistema di funzioni iterate.
In formula usando il piano complesso:
{\displaystyle f_{1}(z)={\frac {(1-i)z}{2}}}
{\displaystyle f_{2}(z)=1+{\frac {(1+i)(z-1)}{2}}}
dal sistema di punti {\displaystyle S_{0}=\{0,1\}}.

## Proprietà
- La dimensione di Hausdorff della curva di Lévy è 2 (contiene insiemi aperti). Risultato che si deduce direttamente dalla sua costruzione tramite due omotetie di rapporto {\displaystyle {\frac {1}{\sqrt {2}}}}.
- La sua frontiera ha una dimensione stimata di circa 1,9340[6].
- La curva di Lévy tassella il piano[7].
- posta la lunghezza del segmento si origine uguale a 1 l'area della curva vale {\displaystyle {\frac {1}{4}}}[7].
- Questa curva può tassellare se stessa (si luò intuire anche da come è costruita)[8].
- La curva assomiglia ai dettagli più fini dell'albero di Pitagora nel caso particolare del triangolo rettangolo isoscele.
- La dimensione di Hausdorff della curva C è uguale a 2 (contiene insiemi aperti), mentre il limite ha dimensione a circa 1.9340[1].
- È un caso speciale di una curva di raddoppio del periodo, una curva di de Rham.

## Trasformazione nella Curva del drago di Heighway
La costruzione della curva (del drago) di Lévy e del drago di Heighway è molto simile. In ogni caso si può iniziare con un triangolo rettangolo isoscele e sostituire questo triangolo con due triangoli rettangoli isosceli in modo che l'ipotenusa di ogni nuovo triangolo si trovi su uno dei lati uguali del vecchio triangolo. La differenza è come questi nuovi triangoli sono posizionati rispetto ai lati del vecchio triangolo. Per il drago Lévy, entrambi sono posizionati verso "l'esterno"; per il drago di Heighway, uno è posto verso l'interno mentre il seguente è piazzato a puntare verso l'esterno. A causa di questa somiglianza, non è sorprendente che si possa trasformare il drago di Lévy in quello di Heighway attraverso una trasformazione continua. Infatti, per ogni {\displaystyle \tau } nell'intervallo [0,1] si definisce il seguente sistema di funzioni iterate:
{\displaystyle f_{1}(\tau )(x)={\begin{bmatrix}{\frac {1}{\sqrt {2}}}&\ 0\\0\ &{\frac {1}{\sqrt {2}}}\end{bmatrix}}+{\begin{bmatrix}\cos(45^{\circ })&\ -\operatorname {sen}(45^{\circ })\\\operatorname {sen}(45^{\circ })&\ \cos(45^{\circ })\end{bmatrix}}x}
{\displaystyle f_{2}(\tau )(x)={\begin{bmatrix}{\frac {1}{\sqrt {2}}}&\ 0\\0\ &{\frac {1}{\sqrt {2}}}\end{bmatrix}}+{\begin{bmatrix}\cos(45^{\circ }+180^{\circ }\tau )&\ -\operatorname {sen}(45^{\circ }+180^{\circ }\tau )\\\operatorname {sen}(45^{\circ }+180^{\circ }\tau )&\ \cos(45^{\circ }+180^{\circ }\tau )\end{bmatrix}}x+{\begin{bmatrix}(0,5+0,5\tau )\\(0,5-0,5\tau )\end{bmatrix}}}
Sia {\displaystyle {\cal {{A}(t)}}} l'unico attrattore del sistema di funzioni iterato corrispondente al valore t. Allora {\displaystyle {\cal {A}}} è una funzione continua dall'intervallo [0,1] allo spazio di insiemi compatti con la topologia di Hausdorff, dove {\displaystyle {\cal {{A}(0)}}} uguale al drago di Lévy e {\displaystyle {\cal {{A}(1)}}} uguale al drago di Heighway.